# Duncannon
Duncannon é um distrito localizado no estado norte-americano de Pensilvânia, no Condado de Perry.

## Demografia
Segundo o censo norte-americano de 2000, a sua população era de 1508 habitantes.
Em 2006, foi estimada uma população de 1503, um decréscimo de 5 (-0.3%).

## Geografia
De acordo com o United States Census Bureau tem uma área de
1,1 km², dos quais 1,1 km² cobertos por terra e 0,0 km² cobertos por água. Duncannon localiza-se a aproximadamente 107 m acima do nível do mar.

## Localidades na vizinhança
O diagrama seguinte representa as localidades num raio de 16 km ao redor de Duncannon.